# Jan Lucák

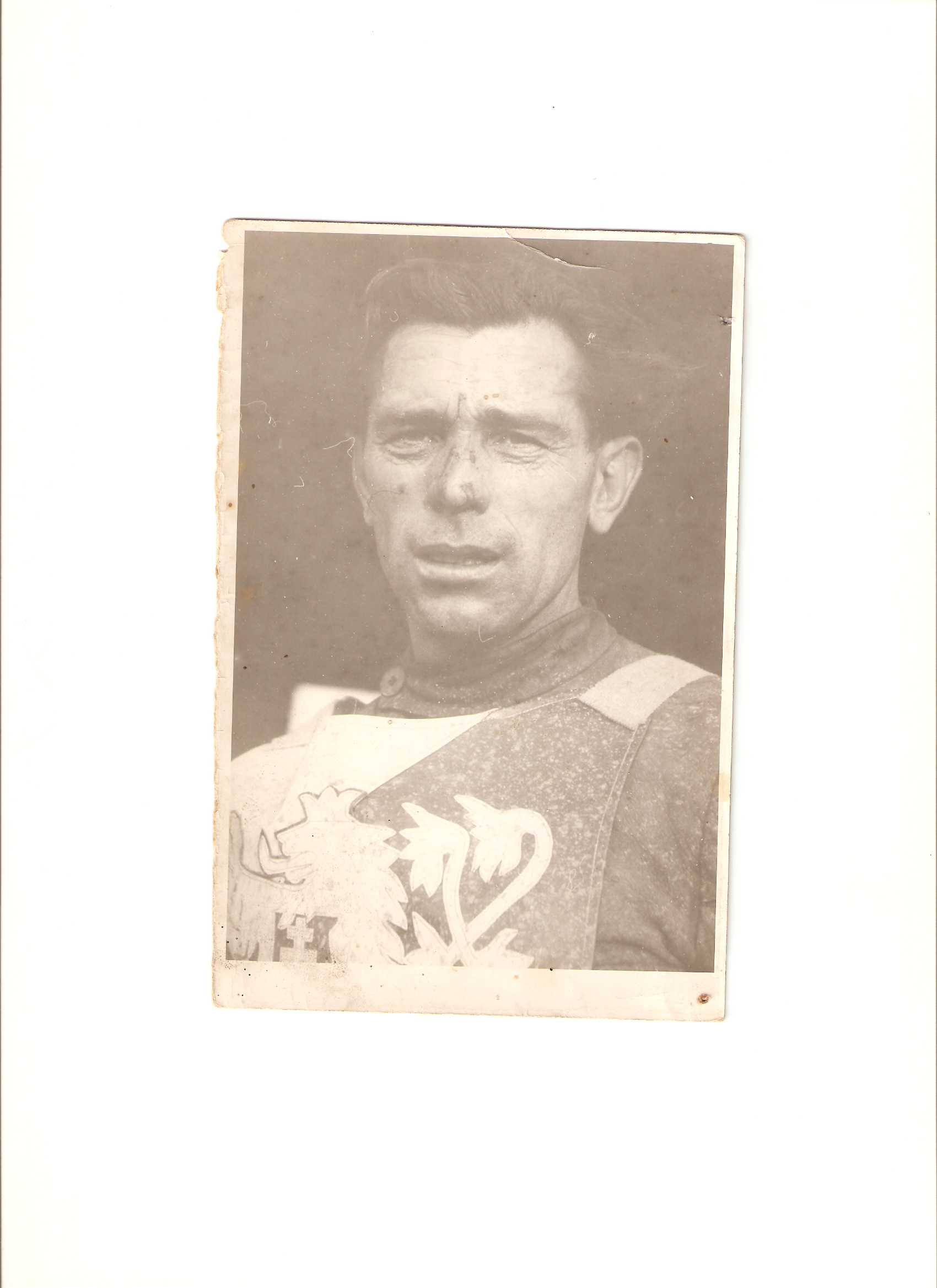
reprezentant

Jan Lucák (20. července 1912 Strýčkovice – 10. března 1997) byl československý motocyklový a plochodrážní závodník.

## Život
K motorismu jej přivedl nástup do učení do pražské firmy bratří Šulců, kteří dováželi britské motocykly značky BSA, což mu zprostředkoval jeho starší bratr pracující v Praze. Poslední léta života žil v Barochově.

## Sportovní dráha
Prvního závodu zúčastnil ve 20 letech na motocyklové soutěži v Táboře, kde usedl za řídítka sedm let starého stroje BSA 750, který si pořídil na splátky. Dále se zaměřil na silniční závody a na plochou dráhu. Ve třicátých letech byl továrním jezdcem firmy Ogar, startoval na silničních dvoudobých strojích s vodním chlazením, zúčastňoval se i terénních soutěží včetně Šestidenní. V roce 1935 startoval na Grand Prix Švédska na motocyklu Velocette. V roce 1935 byl prvním vítězem závodu 300 zatáček v Hořicích na motocyklu Ogar ve třídě do 250 cm³. V roce 1940 se stal továrním jezdcem Jawy, ale válka jeho činnost přerušila. Na první poválečné Šestidenní ve Zlíně v roce 1947 získal zlatou medaili. Po skončení druhé světové války jezdil na vypůjčených motocyklech, na sezonu 1947 získal nový motor 350 cm³z továrny Walter. Počátkem padesátých let skončil se silničními závody a dále se věnoval jen ploché dráze. V roce 1951 vybojoval v Pardubicích Zlatou přilbu na motocyklu s motorem JAP. Po skončení závodní kariéry u ploché dráhy zůstal jako trenér.

## Posmrtná připomínka
- V roce 2012 byla Janu Lucákovi ve Strýčkovicích odhalena pamětní deska.[1]